# Жан де Жуанвіль
Жан Жуанві́ль (фр. Jean de Joinville; 1223, замок Жуанвіль — 24 січня 1317, там само) — французький середньовічний історик, біограф Святого Людовика.

## Біографія
Жуанвіль був вихідцем зі знатної шампанською сім'ї. Поступив сенешалем на службу до короля Тібо IV Наваррського, графа Шампані.Через декілька років  приєднався до сьомого хрестового походу, організованому  в 1245 році Людовіком IX. Для покриття витрат на озброєння Жуанвіль заклав частину своїх маєтків. На острові Кіпр, куди вони пристали, Жуанвіль поступив зі своєю маленькою армією на службу до короля. Хоробро бився; в 1250 році разом з королем потрапив в полон до мамелюків під Мансуром (Єгипет); брав участь у переговорах з ворогом, організував збір необхідного для звільнення викупу серед тамплієрів; підтримував короля в скрутні хвилини — зокрема, після загибелі його брата, Роберта д'Артуа. Саме за порадою Жуанвіля і всупереч думці інших своїх наближених монарх на кілька років затримався на Святій землі.

## Творчість
Життєпис Святого Людовіка «Книга благочестивих висловів і добрих діянь нашого святого короля Людовика» (Livre des saintes paroles et des bons faiz nostre roy saint Looys) — один зі найвизначніших творів історичної літератури французького середньовіччя. Книга написана на замовлення Іоанни Наваррської, яка була монарху внучатою племінницею; проте в рік її смерті (1305) робота над книгою ще не була завершена. Швидше за все, створювалася між 1305 і 1309 роками. Має присвяту синові Іоанни Наваррської, Людовику Сварливому.
Складається з 149 глав, додатково поділених на параграфи (всього 769). Перша частина книги присвячена благочестивим сказанням від монарха, історії його життя і правління; особливий акцент зроблений на епізоді хвороби Людовика і про прийняте ним рішення відправитися в хрестовий похід (1244). Друга частина розповідає про заморські походи і носить більш точний і детальний характер (особливо цікава замальовка про побут бедуїнів).
Книга Жуанвіля не є байдужою хронікою подій; їй бракує властивою Віллардуену строгості викладу; у книзі зустрічаються повтори, вона насичена авторськими відступами і міркуваннями. Параграфи 119—666 нагадують мемуари, оповідають про події, в яких брав участь сам Жуанвиль (вони не обов'язково пов'язані з монархом). Відомості щодо смерті короля наведені зі слів очевидця, П'єра Алансонского, одного з синів Людовика. Оповідання завершує розповідь про беатифікацію монарха в 1298 році і про сновидіння, в якому покійний Святий Людовик явився Жуанвілю. Книга була написана в період, коли культ Святого Людовіка вже цілком склався; вісімдесятирічний Жуанвіль вважав за необхідне своїм твором зміцнити його.
Ось як описує Жан де Жуанвіль, хронікер сьомого хрестового походу, здійсненого французьким королем Людовиком IX у 1248—1254 рр., дію «грецького вогню»: «…Його снаряд величезний, як посудина для оцту, і хвіст, що тягнеться позаду, схожий на гігантський спис. Політ його супроводжувався страшним шумом, подібним до грому небесного. „Грецький вогонь“ у повітрі був подібний до дракона, що летить у небі. Од нього виходило таке яскраве світло, що, здавалося, над табором зійшло сонце. Причиною того були величезна вогненна маса і блиск, що знаходились у ньому».